# Tomasz Łuba
Tomasz Łuba (ur. 18 listopada 1986 w Grajewie) – polski piłkarz grający na pozycji obrońcy, trener piłkarski.

## Kariera piłkarska

### Kariera klubowa
Wychowanek ŁKS Łomża, w barwach którego w 2005 roku rozpoczął karierę piłkarską. 1 grudnia 2007 został wypożyczony do Wisły Płock. Latem 2008 po zakończeniu wypożyczenia wyjechał do Islandii, gdzie przez rok pracował jako pracownik fizyczny. 16 maja 2009 podpisał kontrakt z trzecioligowym Reynir Sandgerði. 2 marca 2010 roku przeniósł się do klubu Víkingur Ólafsvík, z którym w 2013 awansował do najwyższej ligi. Po sezonie klub spadł z powrotem do 1. deild karla. W 2016 roku piłkarz z klubem wrócił do Úrvalsdeild, w której grał do końca 2017 roku, po czym postanowił zakończyć karierę zawodnika. Ale jeszcze w 2019 rozegrał 2 mecze w klubie Selfoss.

## Kariera trenerska
W 2018 rozpoczął karierę szkoleniową, trenując grupy młodzieżowe dziewczyn w wieku 13–16 lat w Víkingur Ólafsvík.

## Sukcesy i odznaczenia

### Sukcesy klubowe
Víkingur Ólafsvík
- mistrz 1. deild karla (1x): 2015
- wicemistrz 1. deild karla (1x): 2012
- mistrz 2. deild karla (1x): 2010
- zwycięzca Fotbolti.net Cup B (1x): 2015